# Schlager einer Stadt
Schlager einer Stadt ist eine Musik- und Reportagesendung, die seit 2015 vom MDR produziert und ausgestrahlt wird. Moderatoren der Sendung sind Mareile Höppner und Ross Antony.

## Konzeption
Die Moderatoren erkunden auf unterhaltsame Weise einzeln oder gemeinsam die Besonderheiten der besuchten Stadt, also ihre Schlager. Dazwischen erklingt Schlagermusik, zumeist an besonderen Stellen der Stadt aufgezeichnet.
Ein ähnliches Format bot bereits das Fernsehen der DDR mit den von Heinz Florian Oertel moderierten Reihen „Schlager einer kleinen Stadt“ (1964–1967) und  „Schlager einer großen Stadt“ (1968–1971).

## Sendefolge
Ab 2015 wurden jährlich drei Folgen der Reihe produziert, deren Erstausstrahlung jeweils freitags 20.15 Uhr im MDR erfolgte. Auch Wiederholungen liefen nur im MDR.

## Besuchte Städte
Folgende Städte waren jeweils Ziel einer Sendung, wobei unter anderem die angeführten Besonderheiten Thema waren.
2015
- Köthen – Homöopathie, Bach, Kranbau
- Pößneck – Schokolade, Großdruckerei
- Leipzig – Messe, Zoo, Parks, neue Seen

2016
- Arnstadt – Thüringer Klöße, Turbinen
- Limbach-Oberfrohna – Malimo
- Sangerhausen – Rosen, Fahrräder

2017
- Stralsund – Bismarckhering, Ozeaneum
- Jena – Carl Zeiß, Planetarium
- Meißen – Porzellan, Meißner Fummel